# Col·lapse gravitatori

Col·lapse gravitatori d'una estrella

En astronomia, el col·lapse gravitatori és la contracció d'un cos massiu a conseqüència de la seva pròpia força gravitatòria.
Es produeix quan totes les forces de pressió ja no poden compensar l'atracció gravitatòria i mantenir el cos massiu en equilibri hidroestàtic: l'estrella s'esfondra sobre si mateixa.
El col·lapse gravitatori és una de les etapes de l'evolució de les estrelles.
És, alhora, la peça clau en la formació de l'univers. La distribució uniforme de la matèria, a poc a poc, s'esfondra i causa diferents tipus d'estructures, des de cúmuls de galàxies, a grups estel·lars, estrelles i planetes.
Una estrella neix gràcies al col·lapse gravitatori gradual d'un núvol de matèria interestel·lar. La compressió que causa l'esfondrament augmenta la temperatura fins que s'inicia la fusió nuclear al centre de l'estrella que aturarà el col·lapse. El gradient de pressió degut a la temperatura (que tendeix a expandir l'estrella) compensarà la gravetat (que tendeix a comprimir-la), així l'estrella estarà en equilibri dinàmic entre les dues forces.
El col·lapse gravitatori és una de les etapes de l'evolució de les estrelles; també se'l podria anomenar la mort de l'estrella. Quan totes les fonts d'energia s'han exhaurit, l'estrella començarà un esfondrament gravitatori. En aquest sentit, una estrella, podríem dir que és un estat d'equilibri temporal entre un col·lapse gravitatori del naixement estel·lar i un posterior col·lapse gravitatori de la mort de l'estrella. En el seu final, l'estrella passarà a ser una estrella compacta o objecte compacte.
Els tipus d'estelles compactes són:
- Nana blanca, en què la pressió de degeneració electrònica compensa la gravetat;
- Estrella de neutrons, en què la pressió de degeneració neutrònica compensa la gravetat;
- Forat negre, del qual encara no es coneix la física interna.

## Nana blanca i estrella de neutrons
En el transcurs del col·lapse gravitatori, que dura desenes de milers d'anys, les capes externes són expulsades i formen una nebulosa planetària. Si té una estrella companya, un objecte blanc de mida de nana, pot fer acreció de matèria de la seva estrella companya fins que arriba al límit de Chandrasekhar, el punt en què es torna a repetir el col·lapse gravitatori. Mentre que podria semblar que la nana blanca es podria col·lapsar fins al següent estadi (estrella de neutrons), no ho fa i, en canvi, produeix un escapament termal que expulsa completament matèria de l'estrella en una detonació semblant a una supernova. Les estrelles de neutrons es formen pel col·lapse gravitatori d'estrelles més grans.

## Forat negre
Estrelles més massives, per sobre del límit de Tolman-Oppenheimer-Volkoff no poden trobar un nou equilibri dinàmic amb cap força coneguda que s'oposi a la gravetat. Llavors, el col·lapse continua sense que res el pugui aturar. Un cop s'ha col·lapsat fins al seu radi de Schwarzschild, ni tan sols la llum pot escapar de l'estrella, i llavors es converteix en un forat negre. Posteriorment, l'objecte arribarà a la densitat de Planck (ja que res no impedeix el col·lapse), en què les lleis de la gravetat conegudes deixarien de ser vàlides. Existeixen diferents teories sobre què succeeix en aquest punt, però de fet ja no es pot considerar un col·lapse gravitatori.